# Santocielo
Santocielo è un film del 2023 diretto da Francesco Amato e interpretato dal duo comico Ficarra e Picone.

## Trama
Aristide è un angelo che lavora in paradiso all'ufficio smistamento preghiere e che ha come sogno quello di entrare a fare parte del coro dell'Altissimo. Proprio durante un'assemblea indetta da Dio, si deve decidere se eliminare l'umanità con un diluvio universale per punirla dai suoi sbagli oppure mandare sulla Terra un nuovo messia. Si opta per la seconda, ma nessun angelo si propone per il compito; alla fine la scelta cade proprio su Aristide che, una volta fatto il suo dovere, verrà ricompensato da Dio. 
Aristide quindi deve solo recarsi sul pianeta Terra, scegliere una ragazza e toccarle il grembo per farla rimanere incinta, ma dopo una serata a bere al bar, finisce per ingravidare Nicola, un professore di matematica e vice preside in separazione con la moglie Giovanna, a cui tocca il ventre per errore nel spingerlo per evitare che venga investito da un furgone, mentre entrambi sono ubriachi. Arrabbiato, Dio punisce Aristide privandolo dei suoi poteri.
Dopo tre mesi si scopre che Aristide si è risvegliato dal coma dopo l'incidente e che Nicola deve la sua vita a lui; inizialmente Nicola che ignora di aspettare un bambino non vuole aiutare Aristide, che non conosce nessuno oltre lui e che, deve badare anche alla gravidanza, ma col tempo tra i due inizia ad instaurarsi un certo rapporto di amicizia. Aristide che intanto ha scoperto le conseguenze di quella notte, trova lavoro nella scuola di Nicola come tuttofare e conosce Suor Luisa, di cui si innamora, mentre Nicola nel frattempo inizia a sperimentare sempre di più i sintomi di una gravidanza. 
Scoperta la sua condizione da incinto e credendo una cosa surreale, Nicola pensa inizialmente di abortire ma decide alla fine di tenere  il bambino. Inizia quindi ad interessarsi alle cose da "mamma". Grazie a questo, si riappacifica con Giovanna, anche lei incinta dell'uomo per cui ha lasciato Nicola. Durante un imprevisto, Nicola finisce in ospedale e, dopo un'ecografia, i medici scoprono che è "incinto". Tempo pochissimo che la notizia ha già fatto il giro del mondo e un'enorme folla di gente interessata di vedere il fenomeno sotto casa sua costringe Aristide, Nicola e Giovanna a rinchiudersi in casa. Entra Suor Luisa, che con uno stratagemma riesce a portare fuori i tre dalla casa senza farsi notare e a portarli nel suo paese dove è vissuta da quando era piccola, un posto sperduto in Sicilia abitato solo da anziani. La gente del posto è contenta di conoscere il nuovo bambino, preparandosi all'evento, ma Nicola all'ultimo decide di tornare a casa per il parto perché è invaso dai sensi di colpa, pensa di essere un codardo scappando dai problemi. 
Il parto ha delle complicazioni, ma al termine nasce una femmina e ad un tratto nevica. Dio, felice per quello che è successo, spedisce sulla Terra un angelo per riprendere Aristide, che saluta in maniera affettuosa Nicola e Suor Luisa, la giovane sembra avvertire qualcosa anche se non vede l'angelo e nota l'ascensore guasto che viene riparato e la porta aperta da qualcuno che non si vede, Aristide dice qualcosa all'orecchio della suora prima di sparire e lei fissa la bambina con gioia avendo capito chi diventerà.
Aristide non è riuscito ad entrare nel coro dell'Altissimo ed è rimasto nell'ufficio smistamento preghiere, ma almeno è contento perché può ricevere le preghiere di Nicola, avendo capito che la cosa più importante di una preghiera è sentire la vicinanza di qualcuno.

## Produzione
Il film è stato girato in gran parte a Catania e Montalbano Elicona e le riprese si sono svolte tra maggio e luglio 2023.

## Distribuzione
Il film è stato distribuito nelle sale cinematografiche italiane a partire dal 14 dicembre 2023.

## Accoglienza

### Incassi
Nella prima settimana di programmazione ha incassato 
1607774 € con 232576 presenze. Al 4 febbraio 2024 il film ha incassato 5470000 €

### Critica
Il film ha ottenuto recensioni generalmente positive da parte della critica cinematografica italiana, che ne ha apprezzato la capacità di affrontare tematiche sociali come la religione, la parità di genere, genitorialità e l'aborto. Oltre all'interpretazione del duo comico, sono stati apprezzati nella recitazione Maria Chiara Giannetta, Barbara Ronchi e Giovanni Storti.
Paola Casella di Mymovies assegna al film 3 stelle su 5, scrivendo che il progetto rappresenti «una storia che rispecchia i nostri tempi confusi» in cui si applica «la scelta intelligente di non offrire soluzioni ma punti di vista»; Casella apprezza il «tentativo di appropriazione indebita di un privilegio femminile» della maternità con cui si prova ad «allargare gli orizzonti di un uomo che non ha saputo ascoltare la sua compagna, e a farlo uscire dalle proprie chiusure mentali ed emotive». Mauro Donzelli di Comingsoon.it scrive che a partire da Il primo Natale, la religione si sia impostato come «un codice comunicativo da rielaborare e da cui partire» tra il duo comico e lo spettatore, trovando il progetto «un salto in avanti in termini di ambizioni che li porta verso una sorta di equilibrismo fra provocazione blasfema» ed «il più articolato e coraggioso, complesso e frastagliato nello sviluppo narrativo».
Vania Amitrano di Ciak afferma che si tratta di «un film che mette in gioco temi assai sensibili in diversi campi senza risultare mai offensivo o irrispettoso verso nessuna categoria», descrivendolo come il progetto del duo comico «umanamente più ricco di sensibilità e tenero». Paolo Borrometi dell'Agenzia Giornalistica Italia scrive che la «genialità» del film risiede nel «modernizzare un dibattito pubblico con l'unica arma che conoscono: la comicità» e «rispettando le diverse sensibilità, con una leggerezza che è propria dei geni».
Davide Milani, scrivendo per Famiglia Cristiana, ha ritenuto il film non blasfemo poiché «riscrive secondo il politicamente corretto ampie pagine di Vangelo, aggiornando quei tratti del Dio cristiano che a molti contemporanei appaiono antiquati». Milani, sebbene non la giudichi una «commedia rispettosa» della fede cristiana, precisa che «il cinema può ridere anche di Dio e delle cose sante: è necessario però non sconvolgere i fondamenti che caratterizzano la divinità e l’esperienza religiosa».